# بن نر (غوهران)
بن نر (بالفارسية: بن نر) هي قرية تقع في إيران في قسم غوهران الريفي. يقدر عدد سكانها بـ 213 نسمة بحسب إحصاء 2016.